# رنی هارلین
رنی هارلین (انگلیسی: Renny Harlin؛ زادهٔ ۱۵ مارس ۱۹۵۹) کارگردان، تهیه‌کننده و فیلم‌نامه‌نویس اهل فنلاند است. که کار خود را در سینمای آمریکا، اروپا و چین انجام داده است. فیلم‌های هارلین نیز در هند نفوذ و شهرت زیادی دارند. از معروف‌ترین فیلم‌های او می‌توان به کابوس در خیابان الم ۴، ماجراهای فورد فرلین، جان‌سخت ۲، صخره‌نورد، بوسه طولانی شب‌بخیر، و دریای آبی عمیق اشاره کرد. 
فیلم‌های هارلین بیش از ۵۲۰ میلیون دلار در ایالات متحده و بیش از ۱.۲ میلیارد دلار در باکس آفیس کل جهان فروخته‌اند و او را به صد و پنجاه و یکمین کارگردان پردرآمد در بازار جهانی فیلم تا اکتبر ۲۰۲۲ تبدیل می‌کند و موفق‌ترین فیلمساز فنلاندی در سطح بین‌المللی است. از نظر درآمد فیلم صخره‌نورد محصول ۱۹۹۳ او در کتاب رکوردهای جهانی گینس به عنوان پرهزینه‌ترین شیرین کاری هوایی که تاکنون انجام شده است، ثبت شده است. فیلم او در سال ۱۹۹۵ جزیره کاتروت رکورد جهانی گینس را برای رده قبلی "بزرگترین باخت آفیس" داشت.

## زندگی خصوصی
هارلین از سال ۱۹۹۳ تا ۱۹۹۸ با بازیگر زن جینا دیویس ازدواج کرد. هارلین به دیویس خیانت کرد و مدت کوتاهی پس از اینکه منشی شخصی او، تیفانی باون، اولین فرزند هارلین، لوکاس "لوک" هارلین را در اوت ۱۹۹۷ به دنیا آورد، درخواست طلاق داد. از سپتامبر ۲۰۲۱، هارلین با ورزشکار تناسب اندام و معلم مدرسه یوهانا هارلین خواهر کوکیلا ازدواج کرده است. آنها یک نوزاد دختر دارند که در ژوئیه ۲۰۲۲ در میامی، فلوریدا به دنیا آمد. هارلین از اواسط دهه ۱۹۸۰ تا سال ۲۰۱۴ در ایالات متحده زندگی کرد، زمانی که به چین نقل مکان کرد. پس از اینکه هارلین فیلمبرداری فیلم فنلاندی اتحاد ۳: سفر دریایی مجردی را در سال ۲۰۲۰ به پایان رساند، به صوفیه، بلغارستان نقل مکان کرد.

## فیلم‌شناسی

### آثار مهم کارگردانی در سینما
- متولد آمریکا (۱۹۸۶)
- زندان (۱۹۸۷)
- کابوس در خیابان الم ۴ (۱۹۸۸)
- جان‌سخت ۲ (۱۹۹۰)
- ماجراهای فورد فرلین (۱۹۹۰)
- صخره‌نورد (۱۹۹۳)
- جزیره کاتروت (۱۹۹۵)
- بوسه طولانی شب‌بخیر (۱۹۹۶)
- دریای آبی عمیق (۱۹۹۹)
- رانده‌شده (۲۰۰۱)
- شکارچیان ذهن (۲۰۰۴)
- جن‌گیر: آغاز (۲۰۰۴)
- میثاق (۲۰۰۶)
- نظافتچی (۲۰۰۷)
- ۱۲ راند (۲۰۰۹)
- ۵ روز جنگ (۲۰۱۱)
- گذر شیطان (۲۰۱۳)
- افسانه هرکول (۲۰۱۴)
- مجرم‌یاب (۲۰۱۶)
- افسانه شمشیر باستانی (۲۰۱۸)
- بدن در استراحت (۲۰۱۹)
- ناجورها (۲۰۲۱)
- اتحاد ۳: سفر دریایی مجردی (۲۰۲۱)
- آجرچین (۲۰۲۴)
- غریبه‌ها: فصل ۱ (۲۰۲۴)
- غریبه‌ها: فصل ۲ (۲۰۲۴)
- غریبه‌ها: فصل ۳ (۲۰۲۴)
- آب عمیق (۲۰۲۴)
- پناهگاه (۲۰۲۵)